# Девід Квінн
Девід Квінн (англ. David Quinn, нар. 30 липня 1966) — американський професійний хокейний тренер і колишній гравець. Зараз він є головним тренером команди НХЛ «Сан-Хосе Шаркс» і чоловічої національної збірної США з хокею. Раніше він був головним тренером «Нью-Йорк Рейнджерс» (НХЛ), «Лейк Ері Монстерс» (АХЛ), асистентом тренера «Колорадо Евеланш» (НХЛ) і головним тренером команди Бостонського університету з хокею. 

## Ігрова кар'єра
Після підготовчої кар'єри в Кентській школі він був задрафтований у першому раунді, 13-м у загальному заліку, командою «Міннесота Норт Старз» на драфті НХЛ 1984 року. 
Квінн не став професіоналом одразу після призову, а натомість грав за університет Бостона. Після юніорського сезону він спробував виступити в Олімпійській збірній США 1988 року. Однак під час випробувань у нього діагностували гемофілію B (також відому як хвороба Крістмаса), рідкісний розлад, який перешкоджає належному згортанню крові. Через розлад Квін був змушений припинити професійно займатися спортом.
Пізніше Квінну вдалося знайти кошти на дорогі ліки для боротьби з цією хворобою, і йому дали спробу для участі в Олімпійській збірній США 1992 року. Він не потрапив до команди, але привернув увагу «Нью-Йорк Рейнджерс», які підписали з ним свій перший професійний контракт у лютому 1992 року. Квїнн завершив сезон 1991–1992 років у клубі «Бінгемтон Рейнджерс», який є філією Американської хокейної ліги «Рейнджерс». Потім він зіграв весь сезон 1992–1993 років за «Клівленд Ламберджекс» з Міжнародної хокейної ліги. Однак після цього сезону він завершив кар'єру гравця, так і не потрапивши до Національної хокейної ліги. 

## Тренерська кар'єра
Після завершення ігрової кар'єри Квінн почав кар'єру тренера. Після роботи помічником тренера в Північно-східному університеті Квінн приєднався до молодіжної програми в Університеті Небраска-Омаха. Допомагаючи розробляти програму в Омахі протягом шести років, Квінн пішов, щоб стати тренером із розвитку американського хокею. Потім він працював асистентом у своїй альма-матер, Бостонському університеті, допомагаючи «тер’єрам» отримати національний титул у 2009 році.
22 червня 2009 року Квінн став головним тренером клубу «Лейк Ері Монстерс» з Американської хокейної ліги (АХЛ), фарм-клубу «Колорадо Евеланш» з Національної хокейної ліги (НХЛ). Це ознаменувало повернення до Клівленда, де він грав за «Лумберджекс» з МХЛ. Девід тренував Лейк Ері з 2009 по 2012 рік. 14 червня 2012 року Квінн був призначений помічником тренера «Колорадо Евеланш». 
25 березня 2013 року Квінна призначили одинадцятим головним тренером команди Бостонського університету, замінивши Джека Паркера.
23 травня 2018 року «Нью-Йорк Рейнджерс» оголосили, що Квінн прийнятий на посаду головного тренера. 11 жовтня 2018 року Квінн здобув свою першу перемогу в регулярному сезоні НХЛ проти «Сан-Хосе Шаркс». 12 травня 2021 року «Рейнджерс» звільнили Квінна після того, як команда не змогла вийти в плей-офф. 
У грудні 2021 року Квінна призначили головним тренером чоловічої хокейної збірної США на зимових Олімпійських іграх 2022 року після того, як головний тренер «Піттсбург Пінгвінз» Майк Салліван не зміг продовжити працювати головним тренером збірної через заборону гравцям НХЛ брати участь в зимових Олімпійських іграх 2022.
26 липня 2022 року Квінн був призначений головним тренером «Сан-Хосе Шаркс».